# Audiowalk
Audiowalk, Soundwalk oder Landschaftskomposition nennt man ein akusmatisches Prinzip zur Wahrnehmung des auralen atmosphärischen Gehalts einer Landschaft. Bei dieser Landschaft kann es sich sowohl um einen urbanen als auch um einen agrikulturellen oder anderweitig erfassbaren und vor allem aural wahrnehmbaren Raum handeln.

## Kategorien
- Landschaftskomposition; Instrumentalmusiker spielen in einer Landschaft (z. B. Daniel Ott)
- Abbilden einer existierenden Landschaft mit elektronischen Mitteln (z. B. Robin Minard)
- Künstliche Reproduktion einer imaginären Landschaft (z. B. John Cage)
- Interpretation mit musikalischen Mitteln von Elementen einer Landschaft in der Romantik (z. B. Franz Schubert; Ludwig van Beethoven; Olivier Messiaen; Tristan Murail)
- Montage von Klängen einer real existierenden Landschaft (z. B. Pierre Schaeffer; Pierre Henry)
- Wissenschaftliche Aufnahmen (z. B. der Europäischen Weltraumorganisation (ESA) zur Dokumentation von Klängen auf dem Saturnmond Titan)[1]

## Geschichte
Das Prinzip des „Audiowalks“ entstand in den 1950er Jahren in Frankreich im Rahmen der Gruppe „Musique Concrète“ um die Komponisten Pierre Schaeffer und Luc Ferrari. Die Idee bestand darin mithilfe der ersten Aufnahmeverfahren, analoger Mehrspurtechnik und später digitaler computerunterstützter Verfahren bis hin zum Podcast eine Atmosphäre einer Landschaft 1:1 abzubilden und für alle Zeiten zu bewahren. In gewisser Hinsicht könnte man die „Pastorale“ von Beethoven als ersten Versuch betrachten eine Landschaft nachzubilden, jedoch ohne technische Hilfsmittel, bis hin zur Musik Messiaens mit der exakten Transkription von Vogelgesang.
Der Audiowalk selber kann sowohl künstlerische, als auch wissenschaftliche Motivationen haben. Er zeichnet meist über eine lange Zeit, z. B. mit Hilfe von sogenannten Fieldrecordern die Atmosphäre einer Landschaft auf. Man nimmt akustische Klänge wahr, die jedoch nicht durch Schnitt und Montage verändert werden, sondern einzig und alleine ihren atmosphärischen Gehalt widerspiegeln. Versuche dieser Art gab es von Komponisten wie Pierre Schaeffer, Pierre Henry und vor allem vom amerikanischen Komponisten John Cage („Imaginary Landscape“). Bald gab es auch ähnliche Konzeptionen wie die „akustische Landschaftskunst“, die versuchte, Musiker in den öffentlichen Raum zu bringen und mit diesem zu konfrontieren. In gewisser Hinsicht ist „4′33″“ von John Cage ein Audiowalk in das Innere des Konzertsaals.
Audiowalks können sowohl im Bereich der akustischen Kunst, der Akusmatik aber auch zu wissenschaftlichen Zwecken verwendet werden. Ein bekanntes Beispiel ist das Projekt „Sounding D.“ des kanadischen Komponisten Robin Minard.
Audiowalks werden im Rahmen von Klangkunststudiengängen thematisiert: Die Lehre findet dort in den Fächern Klanganthropologie und Klangökologie, Experimentelle Klanggestaltung, Auditive Mediengestaltung und Akustische Konzeption statt. Klangkunststudiengänge bieten die Universität der Künste Berlin sowie die Hochschule für Bildende Künste Braunschweig. Klangkunst ist eine interdisziplinär ausgerichtete Disziplin die weder Freie Kunst noch Musik ist, sondern eine Mischform aus beiden Kunstbereichen darstellt. So finden Audio- oder Soundwalks vor allem in Museen oder mit mobilen Harddiskplayern ihre Anwendung, indem der Rezipient einen klingenden Raum auf eigenes Ermessen erforscht.
Ein Spezialfall stellt Dieter Schnebels Werk "Mono" dar, dass den Rezipienten explizit dazu auffordert lesend den Klang einzig und allein im Kopf existieren zu lassen. In diesem Sinne handelt es sich dabei um einen imaginären "Audiowalk". Ein anderes Konzept liefert der Schweizer Komponist Daniel Ott, der die Situation der klassischen Aufführung im Konzertsaal in den konkreten Raum verlegt.

## Abgrenzung zur Musik
Im engeren Sinne stellt der Soundwalk bzw. der Audiowalk eher eine Art Kunstform dar, die der Bildenden Kunst näher steht als der Musik. Anders als in der Musik geht es hier mehr um Geräusche und Frequenzen. Tradierte Konzertformen werden negiert und durch Installationsformen in Museen und Galerien sowie weiteren Veranstaltungsorten der Off Szene ersetzt. Anders als bei einem Konzert sind „Sound“ und „Audiowalk“ begehbare Installationen und nicht unbedingt auf die Konzertsituation gebunden, d. h., sie laufen meist den ganzen Tag und sind statisch, wie z. B. „Schichtwechsel“ von Franz Martin Olbrisch. Meist werden große Mengen von Lautsprechern verwendet, wie im Lautsprecherorchester „BEAST“ aus Birmingham. Ulrich Eller leitet in Braunschweig die Klasse für Klangkunst: Hierbei werden die Klangobjekte oft zu greifbaren, sinnlich erfahrbaren Objekten, die klingen.